# NSZV

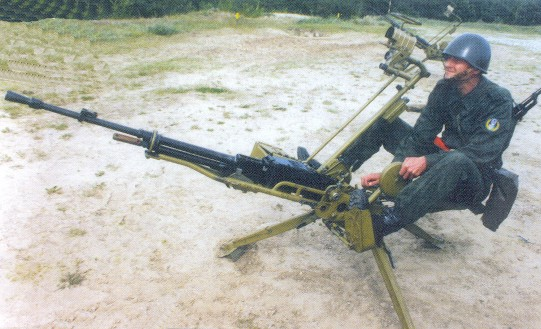
Lengyel NSZV légvédelmi állványon és irányzékkal

Az NSZV (oroszul: НСВ, Никитина-Соколова-Волкова, Nyikityina–Szokolova–Volkova) a Szovjetunióban tervezett 12,7 mm-es nehézgéppuska, nevét tervezői vezetékneveiből – Grigorij Ivanovics Nyikityin (Г. И. Никитин), Jurij Sz. Szokolov (Ю. М. Соколов) és Vlagyimir Ivanovics Volkov (В. И. Волков) – kapta. A DSK nehézgéppuska leváltására tervezték, a Szovjet Hadsereg 1971-ben állította szolgálatba. Napjainkban lassan kivonásra kerül az orosz fejlesztésű Kord géppuska által, mivel Kazahsztán Szovjetunióból való kiválása után az NSZV-ket már nem Oroszországban állítják elő, a gyártási licenc lejárt. Az NSZV-t külföldön Bulgária, India, Lengyelország és Jugoszlávia is gyártotta licenc alatt, Ukrajnában pedig a másolatát gyártják 2005 óta. Legnagyobb számban a T–72, a T–64 és T–80 közepes harckocsikon alkalmazzák (NSZVT). GRAU-kódja 6P11.

## Története
A Szovjet Hadsereg az 1950-es évek elején kezdte el keresni az elavulóban levő SG–43 Gorjunov és RPD géppuskák váltótípusát. A hadvezetésben a német MG 42 többcélúságát szerették volna viszontlátni, azaz egy fegyvert többféle konfigurációban több feladatra felhasználni. Két fegyvertervező csoportot kértek fel a tesztfegyverek kifejlesztésére: az egyiket Mihail Kalasnyikov, a másikat Nyikityin és Szokolov vezette. A teszteket végül a Kalasnyikov-géppuska nyerte hatékonysága és könnyen gyártható mivolta miatt, PK néven rendszeresítették.
Nyikityin és Szokolov változatát azonban nem vetették el teljesen. Növelt, megerősített változatban, 12,7 mm űrméretben 10 évvel később kiválasztották a DSK nehézgéppuska-család leváltására kiírt tenderben, szolgálatba 1971-ben állt. A jugoszláv licenc alatt gyártott változatot Zasztava M87 néven rendszeresítette a Jugoszláv Néphadsereg.
A Szovjetunió felbomlását követően a fegyver gyártása befejeződött. Az 1990-es évek közepén a leváltására kifejlesztett Kord nehézgéppuska gyártása van folyamatban. A hatékonyabb váltótípus alkalmazása az Orosz Szárazföldi Erőknél az NSZV-k alkatrész ellátási problémája miatt is indokolttá vált. Napjainkban az NSZV-t csak Ukrajnában és Kazahsztánban gyártják.
Finnország 12,7 ilmatorjuntakonekivääri 96, röviden 12,7 Itkk 96 néven állította hadrendbe (a finn katonai szlengben „itko”). Leggyakrabban járműre szerelt változatban alkalmazzák, úgymint a Patria Pasi páncélozott felderítőn, a Sisu Nasu lánctalpas vontatón és a Leopard 2R nehézharckocsin. Nagy tűzgyorsaságának köszönhetően ezen kívül alkalmazzák még kis hatótávolságú légvédelmi fegyverként helikopterek, pilótanélküli repülőgépek és repülőgépek ellen. Földi telepítéséhez különleges állványzat szükséges.
A Finn Haditengerészet szintén alkalmazza az NSZV-t légvédelmi feladatokra, több más csöves légvédelmi eszközzel együtt, mint a 23 ITK 95, a Bofors 40 Mk3 és Bofors 57 Mk2 és Mk3.

## Típusváltozatai
NSZV
NSZVT
M87szerbiai licenc alapján a Zasztava Arms által gyártott változat. Ezt a változatot a jugoszláv utódállamok használják.
WKM–Blengyel változat, amely a NATO-szabvány .50 BMG tölténytípusra lett átalakítva.
KT–12,7ukrán változat, melyet 2005 óta gyárt a kamjanec-pogyilszkiji Finommechanikai Gépgyár (NKT ZTM).

## Üzemeltetők
- Finnország:[1]
- Szovjetunió
- Oroszország
- Ukrajna
- India:[2]
- Örményország
- Afganisztán
- Grúzia

## Fordítás
Ez a szócikk részben vagy egészben  a   NSV machine gun című angol Wikipédia-szócikk ezen változatának fordításán alapul.  Az eredeti cikk szerkesztőit annak laptörténete sorolja fel. Ez a jelzés csupán a megfogalmazás eredetét és a szerzői jogokat jelzi, nem szolgál a cikkben szereplő információk forrásmegjelöléseként.